# Achilles Last Stand
 (février 2017).
Si vous disposez d'ouvrages ou d'articles de référence ou si vous connaissez des sites web de qualité traitant du thème abordé ici, merci de compléter l'article en donnant les références utiles à sa vérifiabilité et en les liant à la section « Notes et références ».
Pistes de Presence
For Your Life
(2)
Achilles Last Stand est une chanson du groupe de rock anglais Led Zeppelin. Elle parait sur l'album Presence le 31 mars 1976. La chanson est écrite par Jimmy Page et Robert Plant dans la maison de Page à Malibu, en Californie, tandis que Plant se remet d'un grave accident de voiture subi en Grèce en 1975. Les paroles de la chanson sont inspirées par le voyage de Page et Plant au Maroc en 1975, et la poésie de William Blake. Jimmy Page est cité comme disant que "Achilles Last Stand" est sa chanson préférée de Led Zeppelin, elle est devenue une partie intégrante de presque tous les concerts de Led Zeppelin depuis leur tournée aux États-Unis en 1977.

## Enregistrement
Robert Plant enregistre la chanson alors qu'il se trouve en chaise roulante à la suite de son accident de la route survenu en Grèce en 1975.